# 小行星7110
小行星7110（英語：7110 Johnpearse）是一颗围绕太阳公转的小行星。1983年12月7日，珀斯天文台在珀斯天文台发现了此天体。
这颗小行星的绝对星等为267.0151594577721等。